# PDP-7

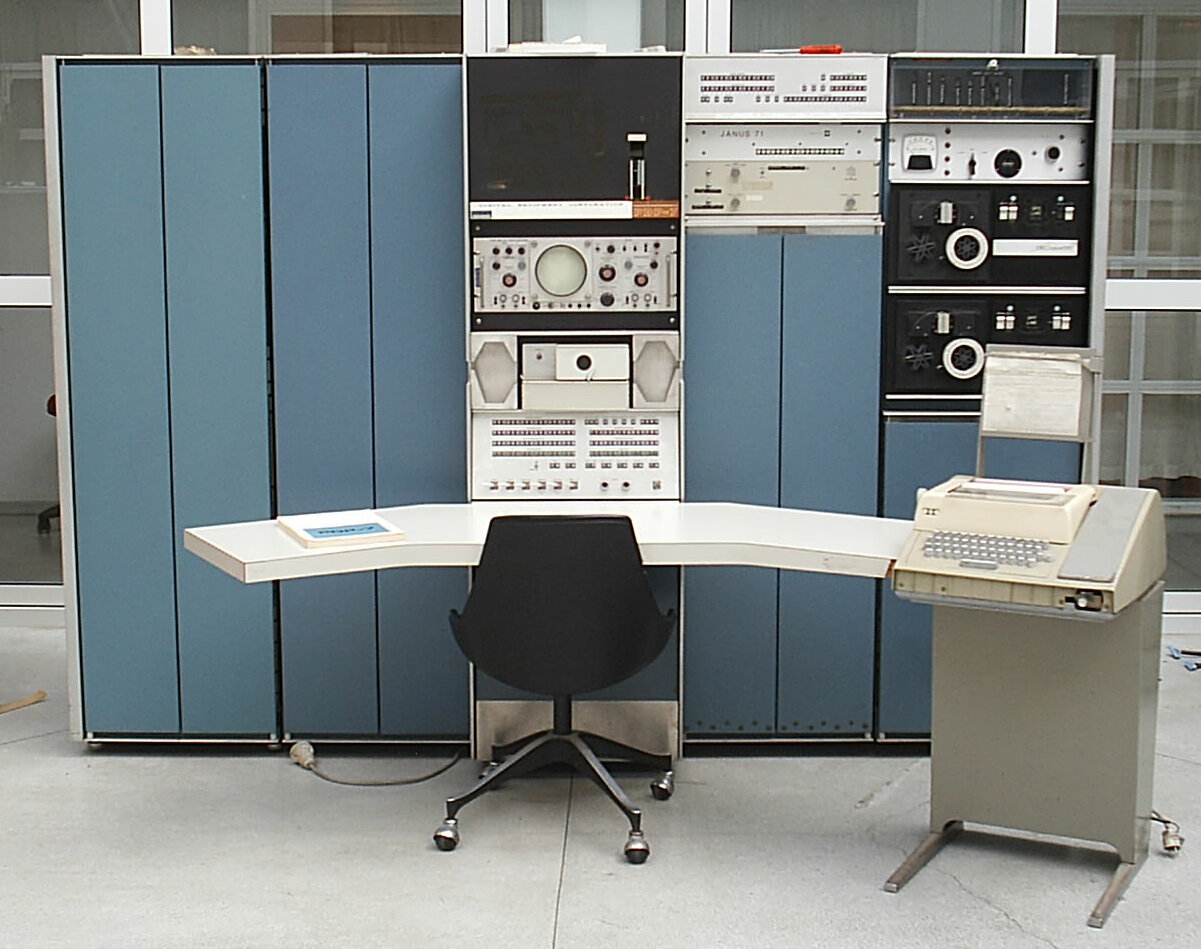
Un PDP-7 modificado en restauración en Oslo, Noruega.

El PDP-7 fue una minicomputadora producida por Digital Equipment Corporation (DEC) como parte de la serie PDP. Introducida en el 1964 y presentada en 1965, fue pionera en el uso de la tecnología de ensamblado de circuitos integrados Flip chip. Con un costo de 72.000 dólares estadounidenses, fue una máquina económica pero potente en cuanto a los estándares del momento. El PDP-7 fue la tercera de las máquinas de 18 bits producida por DEC, esencialmente con el mismo juego de instrucciones que las PDP-4 y PDP-9.
En 1969, Ken Thompson escribió en lenguaje ensamblador el primer sistema operativo Unix en el PDP-7, llamado primeramente Unics por similitud al Multics. Lo creó como un sistema operativo para el juego Space Travel, que requería gráficos avanzados para mostrar el avance de los planetas. Un PDP-7 fue también el que llevó el proceso de creación del sistema de multi-programación del Hospital General de Massachusetts (MUMPS) en Boston, unos años antes. En la actualidad, algunas PDP-7 aún están en condiciones operativas, además de otra actualmente en estado de restauración en Oslo.